# Эбени
Эбени (англ. Ebony) — нефтегазоконденсатное месторождение в Гане, которое находится в акватории Гвинейного залива. Открыто в 2008 году. Эбени относится к лицензионному блоку Шаллоу-Уотер-Тано (Shallow Water Tano).
Нефтеносность связана с отложениями мелового возраста. Начальные запасы нефти составляют 50 млн тонн.
Оператором Шаллоу-Уотер-Тано является американская нефтяная компания Tullow Oil (31,5%). Другими участники проекта являются  InterOil Exploration and Production (31,75%), Al Thani Ghana (22%), Sabre Oil & Gas (4,5%) и государственной Ghana National Petroleum Corp. (10%).